# 10550 Malmö
10550 Malmö è un asteroide della fascia principale. Scoperto nel 1992, presenta un'orbita caratterizzata da un semiasse maggiore pari a 2,6287695 UA e da un'eccentricità di 0,0320757, inclinata di 4,62856° rispetto all'eclittica. È dedicato alla città svedese Malmö.